# 브리게이드 보이스 클럽
브리게이드 보이스 클럽은 네팔의 축구단이다. 현재 마티어스 메모리얼 A 디비전 리그에 참가하고 있다.

## 선수 명단

### 현역
참고: FIFA 자격 규정에 따라 소속된 국가대표팀 국기를 표시합니다. 선수는 복수의 FIFA 비회원국 국적을 가지고 있을 수 있습니다.
| 번호 | 포지션 | 국적   | 이름                   |
| ---- | ------ | ------ | ---------------------- |
| -    | DF     | 카메룬 | 에보데 오토우 베르트랑 |

| 번호 | 포지션 | 국적 | 이름 |
| ---- | ------ | ---- | ---- |

### 역대
틀:마터스 메모리얼 B 디비전 리그